# Campeonato Mundial de Tiro con Arco al Aire Libre de 2003
El XLII Campeonato Mundial de Tiro con Arco al Aire Libre se celebró en Nueva York (Estados Unidos) entre el 14 y el 20 de julio de 2003 bajo la organización de la Federación Internacional de Tiro con Arco (FITA) y la Federación Estadounidense de Tiro con Arco.
Las competiciones se realizaron en el Central Park de la ciudad estadounidense.

## Medallistas

### Masculino
| Evento                    | Oro                                                      | Plata                                                         | Bronce                                                      |
| ------------------------- | -------------------------------------------------------- | ------------------------------------------------------------- | ----------------------------------------------------------- |
| Arco recurvo individual   | Michele Frangilli · Italia                               | Im Dong-Hyun Corea del Sur                                    | David Barnes Australia                                      |
| Arco recurvo por equipo   | Jang Yong-Ho Choi Young-Kwang Im Dong-Hyun Corea del Sur | Magnus Petersson · Mattias Eriksson · Mikael Larsson · Suecia | Marco Galiazzo · Michele Frangilli · Ilario Di Buò · Italia |
| Arco compuesto individual | Clint Freeman Australia                                  | Dave Cousins Estados Unidos                                   | Braden Gellenthien Estados Unidos                           |
| Arco compuesto por equipo | Dave Cousins Braden Gellenthien Dee Wilde Estados Unidos | Fabio Girardi · Antonio Tosco · Mario Ruele · Italia          | Kevin Tataryn · Ed Wilson · Travis Vandaele · Canadá        |

### Femenino
| Evento                    | Oro                                                    | Plata                                                      | Bronce                                                              |
| ------------------------- | ------------------------------------------------------ | ---------------------------------------------------------- | ------------------------------------------------------------------- |
| Arco recurvo individual   | Yun Mi-Jin Corea del Sur                               | Park Sung-Hyun Corea del Sur                               | Lee Hyun-Jeong Corea del Sur                                        |
| Arco recurvo por equipo   | Park Sung-Hyun Yun Mi-Jin Lee Hyun-Jeong Corea del Sur | Sayami Matsushita Sayoko Kawauchi Yukari Kawasaki Japón    | Nataliya Burdeina · Yuliya Lobzhenidze · Tetiana Dorojova · Ucrania |
| Arco compuesto individual | Mary Zorn Estados Unidos                               | Amber Dawson Estados Unidos                                | Irma Luyting · Países Bajos                                         |
| Arco compuesto por equipo | Mary Zorn Amber Dawson Aya Labrie Estados Unidos       | Sandrine Vandionant Cecile Jousselin Valérie Fabre Francia | Petra Dortmund · Andrea Weihe · Dorith Landesfeind · Alemania       |

## Medallero
| Núm. | País           | Oro | Plata | Bronce | Total |
| ---- | -------------- | --- | ----- | ------ | ----- |
| 1    | Corea del Sur  | 3   | 2     | 1      | 6     |
| 1    | Estados Unidos | 3   | 2     | 1      | 6     |
| 3    | Italia         | 1   | 1     | 1      | 3     |
| 4    | Australia      | 1   | 0     | 1      | 2     |
| 5    | Francia        | 0   | 1     | 0      | 1     |
| 5    | Japón          | 0   | 1     | 0      | 1     |
| 5    | Suecia         | 0   | 1     | 0      | 1     |
| 8    | Alemania       | 0   | 0     | 1      | 1     |
| 8    | Canadá         | 0   | 0     | 1      | 1     |
| 8    | Países Bajos   | 0   | 0     | 1      | 1     |
| 8    | Ucrania        | 0   | 0     | 1      | 1     |
|      | TOTAL          | 8   | 8     | 8      | 24    |